# Prîlipka, Kozelșciîna
Prîlipka (în ucraineană Приліпка) este localitatea de reședință a comunei Prîlipka din raionul Kozelșciîna, regiunea Poltava, Ucraina.

## Demografie
Componența lingvistică a localității Prîlipka
     Ucraineană (95,25%)
     Rusă (3%)
     Română (1,25%)
     Alte limbi (0,5%)
Conform recensământului din 2001, majoritatea populației localității Prîlipka era vorbitoare de ucraineană (95,25%), existând în minoritate și vorbitori de rusă (3%) și română (1,25%).